# 古柏树 (乐都区)
古柏树，位于中国青海省[[海东市乐都区]]高庙镇保家村，为青海省海东市乐都区县级文物保护单位，公布日期为2003年6月20日，类型为其他。
古柏树的历史年代为明代。